# Cheilosia mutabilis
Cheilosia mutabilis là một loài ruồi trong họ Ruồi giả ong (Syrphidae). Loài này được Fallén mô tả khoa học đầu tiên năm 1817. Cheilosia mutabilis phân bố ở vùng Cổ Bắc giới